# Sõmerpalu
Sõmerpalu  est un petit bourg dans le comté de Võru, en Estonie. Centre administratif de l'ancienne commune de Sõmerpalu, il appartient désormais à la commune de Võru. 
Au 31 décembre 2011, il compte 332 habitants.